# 임진록 2
《임진록 2》은 대한민국의 게임 제작 회사 HQ팀이 만든 RTS게임이다. 임진왜란의 역사를 담고 있으며 조선과 왜(일본) 그리고 명으로 플레이가 가능하다. 현재 HQ팀은 감마니아(현 JOYON)으로 흡수되었으나, JOYON에서 만든 인터넷 게임 포털인 올리브게임에 재흡수 되었다. 자연적인 것들이 추가되어 전작보다 재미 요소가 더하고, 게임그래픽이 아주 향상되었다.

## 치트키
임진록2부터는 치트키가 띄어쓰기와 마침표가 무시된다. 총 여덟 개의 치트키가 있다.
- 이보다더좋을수는없다 : 무조건 승리한다.
- 인정사정볼것없다 : 모든 유닛을 무적 상태로 만든다.
- 돈을갖고튀어라 : 곡식과 목재가 각각 500,000씩 증가한다.
- 총알탄사나이 : 유닛 생산, 건물 건축 속도, 기술 연구 속도가 빨라진다.
- 보이지 않는위험 : 지도의 안개가 걷힌다.
- 비오는날의수채화 : 비가 온다.
- 열세번째전사 : 모든 장수들의 레벨을 8로 올린다.
- 주유소습격사건 : 상인이 제공하는 아이템을 10개씩 얻는다.

## 시나리오
임진록 2는 각 국가별 8장의 시나리오(명은 7장의 시나리오)로 총 23개의 시나리오를 가지고 있다. 임진왜란의 발발부터 노량해전까지 역사적사실에 근거해 만들어졌으나, 게임설치시 실제역사와는 다르다는 주의메시지가 있다. 후속작인 임진록2+ 조선의 반격에서는 노량해전 이후 일본에서 벌어지는 세키가하라 전투에 조선과 명이 개입한다는 팩션을 시나리오줄거리로 삼고 있다.

### 조선
- 제 1장 불안한 전운
- 제 2장 불타는 한성
- 제 3장 바다에서의 승리
- 제 4장 깨어나는 한반도
- 제 5장 한산도 대첩
- 제 6장 행주 대첩
- 제 7장 백의 종군
- 제 8장 노량 해전

### 일본
- 제 1장 전쟁의 발발
- 제 2장 배수진을 돌파하라
- 제 3장 한성 공략
- 제 4장 벽제관 전투
- 제 5장 제2차 진주성 전투
- 제 6장 칠천량 해전
- 제 7장 도자기 전쟁
- 제 8장 전쟁의 끝

### 명
- 제 1장 출병
- 제 2장 평양성 전투
- 제 3장 군량을 확보하라.
- 제 4장 비밀 회담
- 제 5장 깨어진 강화
- 제 6장 직산 전투
- 제 7장 육상전

## 국가별 장수
- 조선측
  - 이순신 : 모든 장수 중 유일하게 공격력과 방어력을 둘 다 향상시키는 오라를 가지고 있다. 조선 훈련도감에서 등용 가능하다.
  - 권율 : 공격력을 향상시키는 오라를 가지고 있다. 조선 훈련소에서 등용 가능하다.
  - 유성룡 : 방어력을 향상시키는 오라를 가지고 있다. 특수기술로 현혹술이 있다. 조선 훈련도감에서 등용 가능하다.
  - 곽재우 : 특수기술로 분신술이 있다. 조선 목장에서 등용 가능하다.
  - 사명대사 : 방어력을 향상시키는 오라를 가지고 있다. 특수기술로 번개술이 있다. 기우제를 지낼 수 있다. 조선 절에서 등용 가능하다.
  - 허준[1] : 방어력을 향상시키는 오라를 가지고 있다. 아군과 동맹군을 직접 치료할 수 있고, 조선 본영에서 동의보감 편찬을 완료하면 자신 주변의 일정범위내 생명체 유닛의 체력을 자동으로 회복시켜준다. 조선 본영에서 등용 가능하다.
- 일본측
  - 고니시 : 공격력을 향상시키는 오라를 가지고 있다. 특수기술로 풍백술이 있다. 일본 본영에서 등용 가능하다.
  - 가토 : 공격력을 향상시키는 오라를 가지고 있다. 일본 훈련소에서 등용 가능하다.
  - 우기다 : 공격력을 향상시키는 오라를 가지고 있다. 일본 마료에서 등용 가능하다.
  - 와카자키 : 공격력을 향상시키는 오라를 가지고 있다. 일본 대장간에서 등용 가능하다.
  - 세이쇼오 : 방어력을 향상시키는 오라를 가지고 있다. 특수기술로 지진술이 있다. 닌자를 자신에게 순간이동시킬 수 있으며 기우제를 지낼 수 있다. 일본 신사에서 등용 가능하다.
- 명측
  - 이여송 : 공격력을 향상시키는 오라를 가지고 있다. 특수기술로 연옥술이 있다. 명 병부성에서 등용 가능하다.[2]
  - 조승훈 : 공격력을 향상시키는 오라를 가지고 있다. 명 병부성에서 등용 가능하다.
  - 심유경 : 방어력을 향상시키는 오라를 가지고 있다. 특수기술로 흡수술과 기술훔치기가 있다. 명 사원에서 등용 가능하다.
  - 여여문 : 특수기술로 지뢰를 매설할 수 있다. 명 군사연구소에서 등용 가능하다.
  - 진린 : 공격력을 향상시키는 오라를 가지고 있다. 명 대장간에서 등용 가능하다.

## 국가별 유닛
- 조선측
  - 조선 농부
  - 조선 황소농부[3]
  - 조선 창병
  - 조선 궁수 (弓手)
  - 조선 갑사
  - 조선 승병 (僧兵)
  - 조선 천자총통
  - 조선 화차
  - 조선 수송기
  - 조선 공격기
  - 조선 수송선
  - 조선 판옥선
  - 조선 거북선
- 일본측
  - 일본 농부
  - 일본 건설수레
  - 일본 창병
  - 일본 조총병
  - 일본 사무라이
  - 일본 무녀
  - 일본 닌자
  - 일본 귀갑차
  - 일본 화염차
  - 일본 수송기
  - 일본 공격기
  - 일본 가미카제
  - 일본 안택선
  - 일본 누각선
- 명측
  - 명 농부
  - 명 창병
  - 명 화승총병
  - 명 주술사
  - 명 코끼리
  - 명 불랑기포
  - 명 발석거
  - 명 천궁
  - 명 주작
  - 명 승천용
  - 명 호선
  - 명 사선

## 국가별 건물
- 조선측
  - 조선 본영
  - 조선 방앗간
  - 조선 봉화대
    - 조선 화포망루
    - 조선 신기전망루

  - 조선 훈련소
  - 조선 목장
  - 조선 훈련도감
    - 조선 절
      - 조선 탑

    - 조선 제철장
    - 조선 조선소
    - 조선 비행체제작소
- 일본측
  - 일본 본영
  - 일본 시장
  - 일본 관측소
    - 일본 망루

  - 일본 훈련소
  - 일본 마료
    - 일본 사원
      - 일본 신사

    - 일본 대장간
    - 일본 조선소
    - 일본 비행체제작소
- 명측
  - 명 본영
  - 명 시장
  - 명 관측소
    - 명 망루

  - 명 병부성
    - 명 군사연구소

  - 명 사원
    - 명 조련소

  - 명 대장간
    - 명 소환소

  - 명 조선소

## 충무공 탄신일 기념판
- 컴퓨터의 날짜를 충무공탄신일인 4월 28일로 설정하면 시나리오 게임과 임의게임 진행시 레벨8에 파란불꽃이 몸을 감싸고 있는 이순신 장군을 볼 수 있다. 평소와 다르게 말을 한다.(ex. 오늘은 제 생일입니다. 선물은 준비 하셨는지요. 하하하하하 힘이 나는군. 천릿길도 한걸음부터. 이순신에겐 뭔가 특별한 것이 있다.)